# Ebbing Air National Guard Base
Ebbing Air National Guard Base – amerykańska baza lotnicza Gwardii Narodowej w Fort Smith stanie Arkansas, siedziba 188. skrzydła gwardii narodowej stanu Arkansas. Od 3 czerwca 2023 roku centrum szkoleniowe programu szkoleniowego dla zagranicznych odbiorców samolotów wielozadaniowych F-35 Lightning II. Na terenie bazy Ebbing. od jesieni 2024 roku piloci i personel naziemny polskich Sił Powietrznych, jako pierwszego zagranicznego nabywcy F-35 rozpoczynają szkolenie zaawansowane w tej bazie.